# Graben (Marienheide)
Graben ist ein Ort der Gemeinde Marienheide im Oberbergischen Kreis in Nordrhein-Westfalen.

## Lage und Beschreibung
Graben liegt im Nordosten von Marienheide westlich der Landesstraße 306. Nachbarorte sind Holzwipper, Lienkamp, Zimmerberg (Marienheide) und Börlinghausen.

## Geschichte
In den Jahren 1689 und 1693 wird im Kirchenbuch Marienheide ein Schmied Johannes op dem Graben erwähnt.
Ab der Preußischen Uraufnahme aus dem Jahr 1840 ist der Ort unter der Bezeichnung „Graben“ auf topografischen Karten verzeichnet.

## Busverbindungen
Über die im Nachbarort Holzwipper gelegene Haltestelle der Linien 320 und 399 (VRS/OVAG) ist Graben an den öffentlichen Personennahverkehr angebunden.